# The Ballad of Darren
| 전문가 평가      | 전문가 평가 |
| 총 점수          | 총 점수     |
| 출처             | 점수        |
| ---------------- | ----------- |
| AnyDecentMusic?  | 7.9/10      |
| 메타크리틱       | 84/100      |
| 평가 점수        |             |
| 출처             | 점수        |
| AllMusic         | [ 3 ]       |
| Clash            | 9/10        |
| The Guardian     | [ 5 ]       |
| i                | [ 6 ]       |
| The Independent  | [ 7 ]       |
| Mojo             | [ 8 ]       |
| NME              | [ 9 ]       |
| Pitchfork        | 7.2/10      |
| Rolling Stone UK | [ 11 ]      |
| Under the Radar  | 9/10        |

《The Ballad of Darren》은 영국의 록 밴드 블러의 아홉 번째 스튜디오 음반이다. 이 음반은 2023년 7월 21일, 팔로폰과 워너 레코드에 의해 발매되었다. 이 음반의 노래들은 프론트맨 데이먼 알반이 2022년 고릴라즈와 함께 투어를 하는 동안 작사, 작곡하고 알반과 밴드의 나머지 멤버들이 작곡했다. 이 음반은 런던과 데번에 있는 스튜디오 13의 제임스 포드가 프로듀싱했다. 이 음반은 《The Magic Whip》 (2015년) 이후 블러의 첫 번째 음반이자, 40분 미만의 런타임을 가진 그들의 가장 짧은 음반이다. 이 음반의 커버 아트는 마틴 파가 스코틀랜드 구럭의 구럭 야외 수영장에서 혼자 수영하는 한 남자의 2004년 사진을 특징으로 한다. 이 음반의 제목은 밴드의 오랜 경호원인 대런 "스모기" 에번스를 나타낸다.
《The Ballad of Darren》은 긍정적인 평가를 받으며 발매되었다. 이는 영국에서 7번째 연속 1위 음반 데뷔가 되었다. 또한 벨기에, 아일랜드, 스코틀랜드, 스위스 차트에서 1위를 차지했고, 톱 앨범 세일즈 차트에서 8위에 오르며 미국 톱 10 음반이 되었다. 이 음반은 〈The Narcissist〉, 〈St. Charles Square〉, 〈Barbaric〉 싱글 음반에 의해 홍보되었고, 글로벌 투어도 진행되었다.

## 배경
2015년 4월에 발매된 밴드의 여덟 번째 스튜디오 음반 《The Magic Whip》는 비평가들의 극찬을 받으며 발매되었고, 밴드의 여섯 번째 영국 1위 음반이 되었다. 2017년 4월, 데이먼 알반의 프로젝트 고릴라즈는 그들의 다섯 번째 스튜디오 음반인 《Humanz》를 발매했고, 2018년 6월, 2020년 10월, 그리고 2023년 2월에 각각 발매된 세 개의 다른 음반들이 그 뒤를 이었다. 알반은 또한 2021년 11월에 그의 두 번째 솔로 음반인 《The Nearer the Fountain, More Pure the Stream Flows》를 발매했다. 기타리스트 그레이엄 콕슨은 《빌어먹을 세상 따위》와 《아이 엠 낫 오케이》의 사운드트랙을 작업했으며, 2023년 2월에는 사이드 프로젝트 웨브와 함께 데뷔 음반을 발매했다. 한편, 드러머 데이브 론트리는 2023년 1월에 그의 데뷔 솔로 음반인 《Radio Songs》를 발매했다.
알반은 2022년에 고릴라즈와 함께 투어를 하면서 음반을 위한 데모를 썼다. 그는 "많은 회의실에서 녹음을 했지만 사실 몬트리올에서 멋진 순간을 보냈다. 제 호텔 방 맞은편에는 레너드 코언의 환상적인 벽화가 있었습니다."라고 회상했다. 일부 노래는 그 기간 동안 데모되었고, 새해 전날까지 그는 24곡의 노래를 보유했다. 음반의 오프닝 트랙 〈The Ballad〉는 알반이 2003년 블러의 《Think Tank》 투어 중 녹음하고 이전에 음반의 2003년 EP 《Democrazy》에서 발매한 데모인 〈Half a Song〉을 재작업한 버전이다. 2023년 1월, 블러는 런던과 데번에 있는 알반의 스튜디오 음반 《13》에서 녹음을 시작했다. 이전에 고릴라즈와 콕슨의 밴드 웨브와 함께 작업했던 제임스 포드가 음반을 제작했다. 음반은 2023년 5월 첫째 주까지 완성되었다. 알반은 《The Ballad of Darren》을 "우리가 이전에 음반을 만들기 위해 접근했을 것처럼 접근했기 때문에, 우리 모두가 방에 함께 있었기 때문에, 《13》 이후로 처음으로 합법적인 블러 음반"이라고 설명했다.
밴드의 각 멤버들은 이 음반에 대한 짧은 논평을 공유했다. 알반에게 이 음반은 "여파, 반성, 그리고 우리 자신이 지금 어디에 있는지에 대한 논평"을 의미한다. 콕슨은 나이가 들면서 "우리가 연주하는 것이 올바른 감정과 의도로 가득 차 있다는 것"이 더 중요해진다고 덧붙였다. 알반은 이 음반이 그들의 세대를 반영하지만 "젊은 사람들과 공감할 수 있는 현대 세계를 충분히 가지고 있다"고 주장했다.

## 커버 아트
이 음반의 커버는 2004년 마틴 파가 스코틀랜드 구럭의 구럭 야외 수영장에서 혼자 수영하는 한 남성의 사진이다. 론트리는 이 커버에 대해 "그 이미지에는 어떤 신체적 상황을 극복하는 것에 관한 꽤 많은 것이 있습니다. 걱정스러울 정도로 거칠어질 수 있는 이 옥외 수영장의 안전에 대한 것이 있습니다. 그리고 이 남자가 내려가서 운동을 하고 바다에 떠밀려 들어가는 상어들이 있다는 이야기가 있습니다."

## 곡 목록
모든 곡들은 데이먼 알반, 그레이엄 콕슨, 알렉스 제임스, 데이브 론트리에 의해 작사/작곡하였다.
| #   | 제목                             | 재생 시간 |
| --- | -------------------------------- | --------- |
| 1.  | 〈The Ballad〉                   | 3:37      |
| 2.  | 〈St. Charles Square〉           | 3:55      |
| 3.  | 〈Barbaric〉                     | 4:09      |
| 4.  | 〈Russian Strings〉              | 3:38      |
| 5.  | 〈The Everglades (For Leonard)〉 | 2:56      |
| 6.  | 〈The Narcissist〉               | 4:05      |
| 7.  | 〈Goodbye Albert〉               | 4:17      |
| 8.  | 〈Far Away Island〉              | 2:58      |
| 9.  | 〈Avalon〉                       | 3:05      |
| 10. | 〈The Heights〉                  | 3:24      |

## 인증
| 국가                               | 인증 | 판매량/출하량 |
| ---------------------------------- | ---- | ------------- |
| 영국 (BPI)                         | 실버 | 60,000        |
| 판매량+스트리밍을 기반으로 한 인증 |      |               |